# Duwband-CVT
De Duwband-CVT is een continu variabele transmissietechniek die door Van Doorne's Transmissie BV (VDT, in 1995 overgenomen door Bosch) is ontwikkeld uit de Variomatic.
De transmissie werkt ruwweg volgens hetzelfde principe als de Variomatic, maar de trekband is hier vervangen door een zogenaamde duwband.
Een duwband bestaat uit een groot aantal metalen plaatjes, die met stalen snaren aan elkaar zijn geregen tot een flexibele band. De ringen zorgen dat de plaatjes netjes op een rij blijven liggen, maar de kracht wordt vervolgens overgebracht door de plaatjes zelf, en wordt niet, zoals bij de Variomatic, door trekken overgebracht, maar door duwen. Op deze manier is een koppel tot ca. 400 Nm haalbaar.
Deze transmissievorm wordt ook thans (2012) door verschillende autofabrikanten (optioneel) in hun modellen gebruikt.